# Tomasa Cuevas Gutiérrez
Tomasa Cuevas Gutiérrez (Brihuega, província de Guadalajara, 7 de març de 1917- Barcelona, 25 d'abril de 2007) fou una militant comunista espanyola; recollí el testimoni de les dones que havien passat per les presons franquistes, reivindicant-ne la memòria.

## Biografia
Treballadora des dels nou anys, als quinze ingressà a la Unió de Joventuts Comunistes d'Espanya. En esclatar la Guerra Civil espanyola, s'incorporà en multitud de tasques en pro de la defensa de la Segona República Espanyola, primer des dels rengles de l'organització de joves i després del Partit Comunista d'Espanya.
Detinguda i empresonada el 1939, fou condemnada a 30 anys de presó dels que complí cinc anys de condemna entre les presons de Guadalajara, Durango, Santander, Ventas i Segòvia. L'any 1944 fou alliberada i desterrada a Barcelona. S'incorporà al Partit Socialista Unificat de Catalunya (PSUC), fins que el 1945 fou detinguda de nou i salvatgement torturada pels germans Vicente i Antonio Juan Creix fins a ingressar a la presó de dones de les Corts. Va obtenir la llibertat condicional el 1946. De nou en llibertat, es casà amb el seu company, el dirigent comunista Miquel Núñez González. Ambdós treballaren en la clandestinitat durant un temps a Andalusia, i després tornaren a la disciplina del PSUC, que envià Cuevas a França, on visqué exiliada fins al 1961. El 1969 passà novament a la clandestinitat, i treballà amb l'equip central de propaganda del partit dels comunistes catalans.
La seva lluita antifranquista prosseguí amb un estudi exhaustiu sobre la repressió de les dones a les presons de Franco. Als anys vuitanta recorregué la península i enregistrà el testimoni de dones empresonades pel franquisme per lluitar contra el feixisme. Va publicar el resultat de la seva recerca en una valuosa trilogia sobre les dones a les presons de Franco. Fou membre de l'Associació Catalana d'Expresos Polítics. El 2004 li fou atorgada la Creu de Sant Jordi.
El 2021, l'artista Roc Blackblock realitzà un mural per a reivindicar que la comissaria de Via Laietana esdevingués un lloc de memòria. El mural s'inspirà en la figura de Tomasa Cuevas en representació de «totes les víctimes» de repressió i tortures a la comissaria, i «per recuperar la memòria de la gent que va lluitar contra el franquisme».

## Obres
- Testimonios de mujeres en las cárceles franquistas (1974)
- Mujeres en la resistencia (1986)
- Cárcel de mujeres (1939-1945) (1985)